# DJ Hollywood
DJ Hollywood (10 december 1954) is een Amerikaans old-school-hip-hop-dj en -rapper. Volgens Kurtis Blow was Hollywood de eerste rapper in old-school-hip-hopstijl. Hij beweert dat hij zijn teksten nooit opschreef. Enkele leuzen worden nog vaak gebruikt door rappers en dj's, waaronder "throw ya hands in the air and wave 'em like you just don't care" (vrij vertaald: Gooi je handen in de lucht en zwaai ze alsof het je niets uitmaakt).
DJ Hollywood begon zijn carrière tijdens de opkomst van de discocultuur. Hij werd snel een van de populairste artiesten in de hiphopcultuur, die rond die tijd nog in haar kinderschoenen stond. Vrijwel geen enkel nummer heeft hij ooit opgenomen, met uitzondering van "Shock Shock The House", in 1980.
Tot midden jaren tachtig was Hollywood een van de top-dj's. Daarna ging hij met pensioen om van zijn drugsverslaving af te komen. Na zijn revalidatie deed hij zijn comebackoptreden in New York, samen met Tha Veteranz, die hem tijdens dit optredens herenigde met zijn oud-rappartner Lovebug Starski.
- Gemeinsame Normdatei: 1059923343
- International Standard Name Identifier: 0000 0000 7807 2494
- Library of Congress Control Number: no2010056122
- MusicBrainz: 3a83820f-e0f0-4bf5-ab60-058b310732b5
- Virtual International Authority File: 120520025
- WorldCat: E39PBJvmHHHWHc3VBFGXx3Y9Dq